# Ganga Singhji Bahadur
Ganga Singhji Bahadur, född 3 oktober 1880, död 2 februari 1943, var en maharaja av det indiska furstendömet Bikaner.
Ganga Singh efterträdde 1887 sin äldre broder Dungar Singh och övertog 1898 själv regentskapet. Han deltog i första världskriget som fransk stabsofficer och representerade Indiens furstar vid flera viktiga tillfällen, bland annat fredsförhandlignarna efter första världskriget och bildandet av Nationernas förbund. Han var en av de mest bemärkta deltagarna på Indienkonferensen i London hösten 1931.